# Plastoquinone
La plastoquinone est une coenzyme de la famille des quinones participant à la chaîne de transport d'électrons de la photophosphorylation au cours de la photosynthèse. Elle est localisée dans la membrane des thylakoïdes des chloroplastes et des cyanobactéries. Elle reçoit les électrons provenant du photosystème II et les transfère sur le complexe cytochrome b6f. Son potentiel d'oxydoréduction est proche de 0 V, entre le potentiel rédox du photosystème II activé (de l'ordre de –0,8 V) et celui du complexe cytochrome b6f (de l'ordre de +0,4 V).